# شکستگی (فیلم ۲۰۱۹)
شکستگی (انگلیسی: Fractured) یک فیلم سینمایی آمریکایی در ژانر تریلر روان‌شناختی محصول سال ۲۰۱۹ به کارگردانی برد اندرسون از فیلمنامه آلن مک الروی است. بازیگران اصلی فیلم سم ورثینگتون، لی‌لی ریب، استیون توبولوسکی، آدوجا آندوه و لوسی کاپری هستند.
ری مونرو همراه با همسرش جوآن مونرو و دختر کوچکشان پیری، در حال بازگشت از جشن شکرگزاری هستند که در میانه ی راه هنگامی که در یک پمپ بنزین توقف میکنند، پیری از یک بلندی می افتد و دستش می‌شکند. جوآن و ری فوری دخترشان را به نزدیکترین بیمارستان میرسانند تا تحت درمان قرار گیرد. دکتر بعد از معاینه ی پیری توصیه میکند که جهت اطمینان، پیری برای سی تی اسکن به طبقه ی پایین برود تا مطمئن شوند سرش آسیبی ندیده است. در همین حین ری در راهروی بیمارستان خوابش میبرد و زمانی که به خودش می آید متوجه می‌شود که هیچ اثری از خانواده اش نیست و آن ها کاملا ناپدید شده اند.

## فیلمبرداری
فیلمبرداری اصلی این فیلم از نوامبر سال ۲۰۱۸ تا ژانویه سال ۲۰۱۹ در وینیپگ، منیتوبا، کانادا صورت گرفت.